# Ramiro Rivera
Luis Ramiro Rivera Molina (Cañar, 21 de julio de 1953) es un político ecuatoriano que ocupó la vicepresidencia del Congreso Nacional entre 2003 y 2005.

## Biografía
Nació el 21 de julio de 1953 en la provincia de Cañar. Realizó sus estudios superiores en la Universidad Central del Ecuador, donde obtuvo el título de abogado.
Fue uno de los fundadores del partido Democracia Popular.
Inició su vida pública en 1981 como secretario particular del presidente Osvaldo Hurtado Larrea. Al año siguiente fue nombrado subsecretario de gobierno y en 1983 se le asignó el cargo de secretario nacional de información pública.
En las elecciones legislativas de 1992 fue elegido diputado nacional en representación de la provincia de Pichincha por el partido Democracia Popular.
En 1994 fue elegido concejal de Quito.
Para las elecciones legislativas de 1998 fue elegido para un nuevo periodo como diputado nacional por la Democracia Popular, convirtiéndose en jefe de bloque de su partido. En las elecciones de 2002 fue reelecto al cargo por el mismo partido, siendo uno de los pocos legisladores que no desertó del mismo luego de la desafiliación del expresidente Osvaldo Hurtado Larrea.
En enero de 2003 fue designado vicepresidente del Congreso Nacional. Desde su cargo se mostró contrario a varias de las políticas emprendidas por el presidente Lucio Gutiérrez.

## Publicaciones
- El pensamiento de León Febres-Cordero (1986)[3]